# Bignonia phellosperma
Bignonia phellosperma là một loài thực vật có hoa trong họ Chùm ớt. Loài này được (Hemsl.) L.G.Lohmann mô tả khoa học đầu tiên năm 2010.